# Jesús Aguado
Jesús Aguado (Madrid, 1961) es un poeta, traductor y antólogo español.

## Biografía
Aunque vivió desde los dos años en Sevilla, después pasó a Benarés, India, más tarde a Málaga y Madrid, y en la actualidad reside en Barcelona.

## Obra
Su obra está contenida en las siguientes publicaciones: Primeros poemas del naufragio en 1984, Mi enemigo en 1987, Semillas para un cuerpo en 1988, Los amores imposibles, ganadora del Premio Hiperión en 1990, Libro de homenajes en 1993,  El placer de las metamorfosis (Antología 1984-1993) en 1996, El fugitivo en 1998, Piezas para un puzzle en 1999,  Los poemas de Vikram Babu en 2000, La gorda y otros poemas en 2001, Lo que dices de mí en 2002, "Heridas" en 2004, La astucia del vacío en 2005 y Verbos (2009).
Además ha traducido varios libros relacionados con la cultura de la India y preparado una edición de poetas devocionales de ese país: "Antología de poesía devocional de la India" en 1998. Es articulista del diario La Opinión y codirector de varias colecciones de poesía, entre ellas MaRemoto, junto a la poeta Aurora Luque.